# 程月磊
程月磊（1987年10月28日—），中国足球运动员，司职守门员，现效力于中超球队梅州客家。曾入选过国青队及国奥队。

## 职业生涯
2001年，程月磊离开了北京西城区体校，投奔四川全兴四线队。
2005年，程月磊被提升到四川冠城一线队成为四号守门员，同年入选四川省全运队参加全运会，17岁的程月磊担任四川队的主力门将，全运会上的表现使他被当年国青队主帅克劳琛选进国青队，那是他第一次入选国字号球队。
四川冠城解散后，因四川冠城和大连实德的关系密切，程月磊最终被转到大连实德，2006年底，杨君转会至天津泰达，北京国安剩下杨智和张思鹏两名门将，此时，任职北京国安领队的洪元硕想起了程月磊，程月磊最终在2007年以80万元的价格转会北京国安。
2009年北京国安双线作战，他们想买一个有中超经验的球员来给杨智踢替补。当时的国安守门员教练李立新想到了深圳队的张磊，便用程月磊加上40万元，与深圳队交换替补门将张磊。程月磊很快在深圳队便得到主力门将的位置。在赛季末，程月磊并力助深足保持10轮不败的战绩，最终球队保级成功。
2010年程月磊繼續作為球隊主力門將表現出色，在當年清明節客場對北京國安一役中守住領先助深圳紅鑽爆冷2比1從工體帶走3分，并少有地以客隊球員身份獲得當場最佳球員獎。這一年，程月磊還首次入選中国国家足球队集訓。
2011年3月25日，中国在武汉迎战新西兰的热身赛中，程月磊替补受伤的曾诚出场，完成其在国家队的首场国际A级赛。
在2011年赛季的中超联赛中后段，程月磊因为和時任深圳紅鉆主教练特鲁西埃在客場對北京國安的比賽中場休息期間，就失球過多發生口角，而自此失去了主力门将的位置。儘管被提拔取代程月磊的國奧門將張迅偉表現時有起伏，但特鲁西埃仍把程月磊死摁在替補席上。深圳紅鉆賽季倒數第二輪最后一個主場負于山東魯能，只能眼睜睜看著深足降級的程月磊在板凳席和更衣室痛哭。這場比賽后，程月磊卷入“七君子罷訓事件”，本就不符合特魯西埃對門將要能大范圍控制禁區要求的他徹底斷了留守深圳的希望。
2012年1月，程月磊以500万人民币从深圳红钻转会到广州富力並签约五年。
2023年3月9日，程月磊转会至梅州客家足球俱乐部。
2025年1月8日，程月磊转会至深圳青年人足球俱乐部。

## 個人生活
程月磊的妻子是深圳的一名女警官，兩人經隊友向君介紹認識。兩人于2010年底結婚在深圳安家，并于2012年春喜獲一個兒子。年初不得不轉會離開深圳時，為了方便照顧即將分娩的妻子，程月磊選擇了待遇不是最佳，但離家最近的廣州富力。